# Beleihung (Kreditwesen)
Beleihung (in der Schweiz und Österreich: Belehnung) ist im Kreditwesen die Bezeichnung für eine objektgesicherte Finanzierung. 

## Allgemeines
Anders als bei Blankokrediten geht es bei der Beleihung („Beleihungskredit“) um die Hereinnahme von Kreditsicherheiten durch Kreditinstitute zwecks Kreditgewährung. Karl Theisinger unterschied 1952 zwischen einem selbständigen und einem unselbständigen Beleihungskredit. Wird das Beleihungsobjekt kurzfristig verkauft (und gehört zum Umlaufvermögen), handelt es sich um einen selbständigen Beleihungskredit, gehört es als Anlagevermögen zum dauerhaften Unternehmensvermögen, liegt ein unselbständiger vor. Häufig wird der Begriff Beleihung einengend lediglich für Immobilien als Kreditsicherheit verwendet, bankbetrieblich jedoch ist hierunter jede durch eine Sachsicherheit gesicherte Kreditgewährung zu verstehen. Dabei spielt es keine Rolle, ob die Kreditsicherheit (Beleihungsobjekt) für andere Kredite haften soll oder die Beleihung der Finanzierung ihres Erwerbs dient. Ebenso ist ohne Belang, ob das Beleihungsobjekt dem Kreditnehmer selbst gehört oder einem dritten Sicherungsgeber.

## Beleihungsarten
Neben Grundstücken, grundstücksgleichen Rechten und Wohnungs- und Teileigentum (bei Investitionskrediten, Immobilienfinanzierungen von Wohn- und Gewerbeimmobilien) kommen für die Beleihung auch bewegliche Sachen und Rechte in Frage. Hierzu gehören die Sicherungsübereignung allgemein (Maschinen, Waren), Sicherungsübereignung von Kraftfahrzeugen, Verpfändung von Sachen/Rechten, Sicherungsabtretung von Forderungen (insbesondere Global- und Mantelzession bei Unternehmensfinanzierungen, Lohn- und Gehaltsabtretung bei Konsumkrediten, Bankguthaben und Wertpapiere). Eine Besonderheit stellt die Beleihung von Schiffen dar, die zwar bewegliche Sachen sind, aber im Rahmen der Schiffsfinanzierung durch eine Schiffshypothek im Schiffsregister beliehen werden können und insofern wie Grundstücke behandelt werden. Das gilt auch für Flugzeugfinanzierungen, welche durch die §§ 26a bis § 26f PfandBG ermöglicht werden. Es handelt sich bei allen Vermögensgegenständen um bankübliche Sachsicherheiten.

## Verfahren
Beliehen werden diese banküblichen Sachsicherheiten, indem sie von der beleihenden Bank im Rahmen der Sicherheitenbewertung zunächst einer Wertermittlung aufgrund eingereichter Beleihungsunterlagen und bankeigener Unterlagen unterzogen werden. Das abschließende Werturteil ergibt einen Beleihungswert, von welchem ein bestimmter Prozentsatz, die Beleihungsgrenze, maximal als Kredit gegen das Beleihungsobjekt gewährt werden darf. Der Beleihungsauslauf schließlich gibt an, ob bei der Kreditgewährung unter Berücksichtigung etwaiger Vorbelastungen die Beleihungsgrenze eingehalten wird. Im Sicherungsvertrag – der separat geschlossen oder mit dem Kreditvertrag kombiniert werden kann – erfolgt die rechtliche Übertragung der als Sicherheit dienenden Vermögenswerte auf die Bank. Mit dieser Übertragung und der Kreditzusage beginnt die Beleihung.

## Aufsichtsrechtliche Anerkennung
Die seit 2014 EU-weit gültige Kapitaladäquanzverordnung (englische Abkürzung CRR) erkennt Sachsicherheiten als so genannte Kreditrisikominderungstechnik an. Danach können Sachsicherheiten als „Besicherung mit Sicherheitsleistung“ (Art. 4 Abs. 1 Nr. 58 CRR) unter bestimmten Voraussetzungen von einer Risikoposition abgesetzt werden, was zu einer geringeren Eigenmittelunterlegung bei Kreditinstituten führt. Dazu ist erforderlich, dass nach Art. 194 CRR Kreditsicherheiten in allen relevanten Rechtsräumen rechtswirksam und durchsetzbar sind. Art. 207 Nr. 3 CRR schreibt vor, dass Kreditsicherheiten durch rechtliche Prüfung alle vertraglichen und gesetzlichen Anforderungen an die Durchsetzbarkeit ihres Sicherungsrechts in ihrem Rechtssystem erfüllen müssen und dies bei Bedarf zu wiederholen ist. Damit sollen Rechtsrisiken vermieden werden, die im Falle rechtsunwirksamer oder nicht durchsetzbarer Sicherungsverträge zu den operationellen Risiken gerechnet werden müssen (Art. 4 Abs. 1 Nr. 52 CRR). Je nach Volatilität sind die Sicherheiten im Extremfall täglich neu zu bewerten. Die Sicherheiten müssen nach Art. 194 Nr. 3b CRR ausreichend liquide sein und ihr Wert im Zeitablauf muss ausreichend stabil bleiben; eine zeitnahe Verwertung oder Einbehaltung muss gewährleistet sein (Art. 194 Nr. 4 CRR). Die positive Korrelation zwischen den Sicherheiten und der Kreditnehmerbonität darf nicht sehr hoch sein (Art. 194 Nr. 4 CRR). Das betrifft beispielsweise die Kreditgewährung an eine Aktiengesellschaft, die durch die Verpfändung von deren Aktien besichert werden soll. Positive Korrelation bedeutet hierbei, dass mit der Verschlechterung der Bonität der Gesellschaft im Regelfall auch ein Kursverfall der beliehenen Aktien einhergeht.